# Benjamin Linus
Benjamin "Ben" Linus är en rollfigur i TV-serien Lost. Han spelas av Michael Emerson.

## Före kraschen
Tillbakablickar  visar när Benjamin Linus är föddes i en skog utanför Portland, Oregon. Hans far var Roger Linus och hans mor Emily Linus. Emily dör efter förlossningen. Ben och hans far flyttar till ön efter att Roger erbjudits ett jobb hos Dharma Initiative. På ön börjar Ben se hallucinationer av sin mor. Hans far utvecklar alkoholism och misshandlar Ben verbalt. Ben utvecklar ett hat mot Dharma Initiative och en dag smiter från området. Han träffar Richard Alpert i djungeln, en av öns infödingar, mer kända som De andra. Alpert accepterar Bens begäran om att ansluta sig till gruppen. Ben får senare kontakt med en fängslad Sayid Jarrah, som har kommit tillbaka i tiden från 2007.
Många år senare kidnappar De andra Alex när hon är en vecka gammal. Alex är dotter till en kvinna som blivit skeppsbruten på ön, Danielle Rousseau.
Fyra år efter detta dödar Ben sin far med giftgas. När han återkommer till DHARMA-initiativet upptäcker han att alla medlemmar också dödats av giftgas. Han ansluter sig till De andra och intar så småningom en ledarroll.

## Efter kraschen
Efter att ha bevittnat kraschen organiserar Ben kidnappningen av några av de överlevande från Oceanic Flight 815. Han skickar Ethan Rom och Goodwin Stanhope för att utreda vilka som kan vara intressanta att rekrytera till De andra. Han väljer Goodwin för att undanröja konkurrens kring Juliet Burke, som Ben har känslor för.
Ben kom själv i kontakt med de överlevande i säsong 2 då han fångades i en fälla utsatt av Danielle Rousseau. Ben avslöjar inte sin riktiga identitet, utan säger att han är Henry Gale, en man från Minnesota som kommit till ön då hans luftballong kraschade.
Två dagar innan kraschen av Oceanic Flight 815, Ben upptäcker att han har en ryggradstumör. När De andra tillfångatagit Jack, Kate, Hurley och Saywer övertygar han Jack att operera honom i utbyte mot att Jack ska få lämna ön.
När ett fraktfartyg, inte långt från ön, upptäcks tar han, Locke, och några av de andra överlevande sig till De andras by, då de tror att folk på fraktfartyget att vara farliga. Ben lämnar så småningom ön och gör Locke till den nya ledaren för De andra.